# Lepiku (Emmaste)
Lepiku – wieś w Estonii, w prowincji Hiuma, w gminie Emmaste.